# ويليام هولاند توماس
ويليام هولاند توماس (بالإنجليزية: William Holland Thomas)‏ هو سياسي أمريكي، ولد في 5 فبراير 1805، وتوفي في 10 مايو 1893.